# Biodiversidad de los insectos
La biodiversidad de los insectos representa una gran proporción de la biodiversidad total del planeta. Más de la mitad del millón y medio de especies de organismos descritas son clasificadas como insectos.

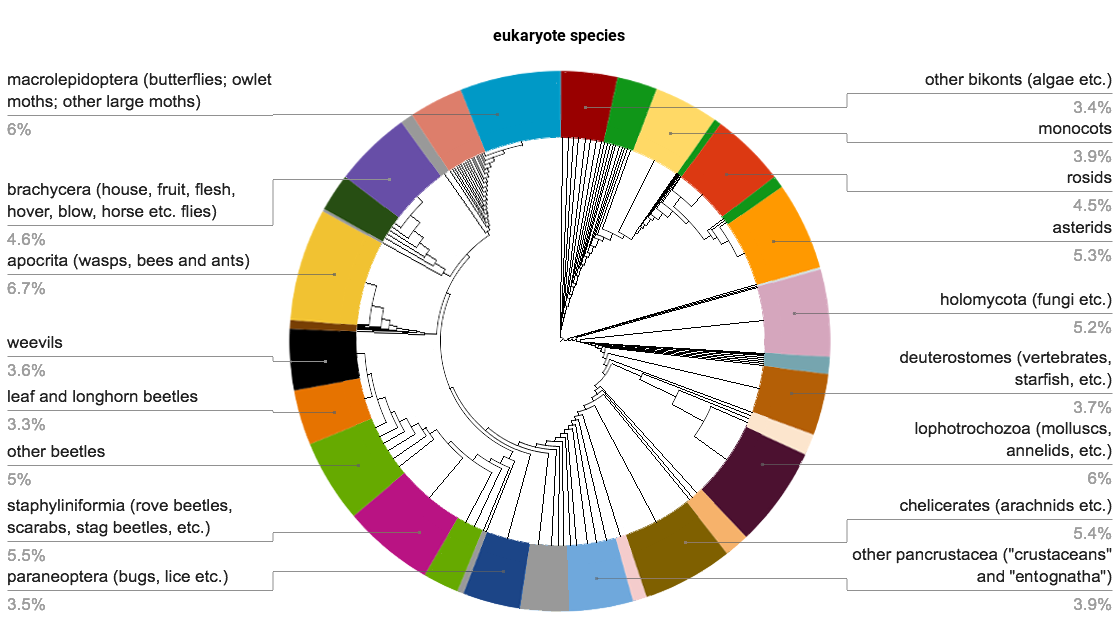
Gráfico de las especies descritas de eucariotas. Más de la mitad (lado izquierdo) son insectos.

## Diversidad de especies
Se calculan alrededor de 950 000 a 1 000 000 de especies de insectos, lo que representa 50% de todos los eucariotas descritos (1.8 millones). Se cree que debe haber alrededor de 5,5 millones de especies contando todas las aun no descritas. Esto sería 80% del total.
Con solo 20 000 especies descritas por año es posible que muchas especies nunca lleguen a ser descritas a menos que algo cambie. De los 24 órdenes de insectos, los más numerosos son cuatro: Coleoptera, Diptera, Hymenoptera y Lepidoptera, que al presente representan 670 000 especies.
Los cálculos del número de especies de cada orden de insectos varían mucho. En promedio se calcula que hay 1,5 millones de especies de escarabajos y 5,5 millones de especies de insectos. Hasta comienzos del siglo XXI se han descrito un millón de especies.
| Orden            | Total número de especies estimadas |
| ---------------- | ---------------------------------- |
| Archaeognatha    | 513                                |
| Zygentoma        | 560                                |
| Ephemeroptera    | 3 240                              |
| Odonata          | 5 899                              |
| Orthoptera       | 23 855                             |
| Phasmida         | 3 014                              |
| Embioptera       | 463                                |
| Grylloblattodea  | 34                                 |
| Mantophasmatodea | 15                                 |
| Plecoptera       | 3 743                              |
| Dermaptera       | 1 978                              |
| Zoraptera        | 37                                 |
| Mantodea         | 2 400                              |
| Blattodea        | 7 314                              |
| Psocoptera       | 5 720                              |
| Phthiraptera     | 5 102                              |
| Thysanoptera     | 5 864                              |
| Hemiptera        | 103 590                            |
| Hymenoptera      | 116 861                            |
| Strepsiptera     | 609                                |
| Coleoptera       | 386 500                            |
| Megaloptera      | 354                                |
| Raphidioptera    | 254                                |
| Trichoptera      | 14 391                             |
| Lepidoptera      | 157 338                            |
| Diptera          | 155 477                            |
| Siphonaptera     | 2 075                              |
| Mecoptera        | 757                                |

El archivo de insectos fósiles se extiende centenares de millones de años, lo que sugiere que hay un continuo ritmo de aparición de especies nuevas y de extinciones. La extinción masiva más severa fue la del Pérmico-Triásico y la segunda fue la extinción masiva del Cretácico-Paleógeno. La biodiversidad de insectos se recuperó durante períodos de mayor aparición de nuevas especies. Este proceso lleva millones de años.

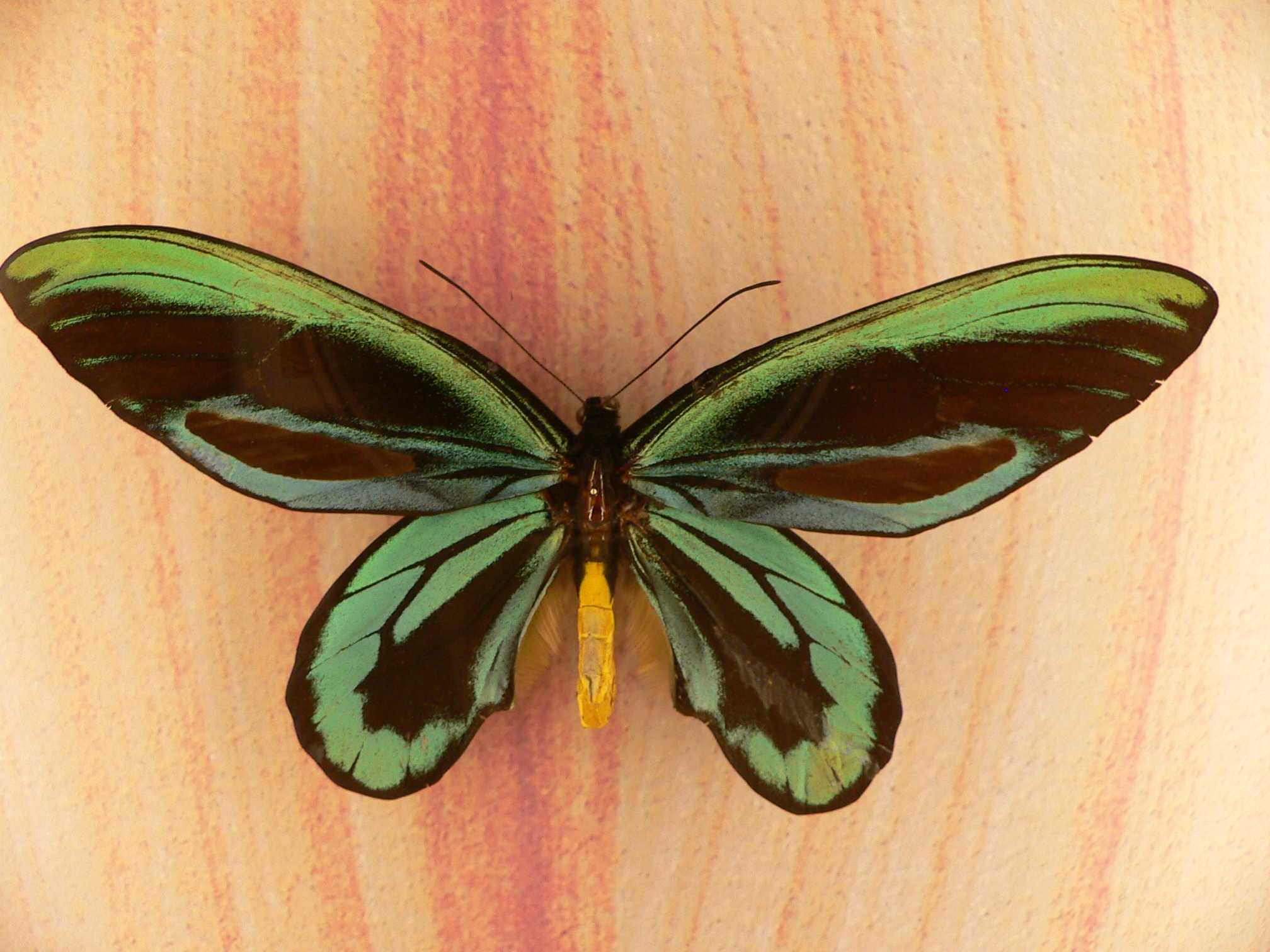
Ornithoptera alexandrae de Papua Nueva Guinea (especie en peligro de extinción).

## Conservación

Variaciones de poblaciones de insectos según la Unión Internacional para la Conservación de la Naturaleza. Órdenes Collembola, Hymenoptera, Lepidoptera, Odonata y Orthoptera. Rojo: disminución. Verde, aumento. Gris, sin cambios.

Si bien la pérdida de biodiversidad es un problema global, la conservación de biodiversidad de insectos no recibe mayor prioridad, con algunas excepciones. En general la conservación de insectos ocurre en forma indirecta, ya sea al preservar grandes secciones de tierra como reservas naturales o por la conservación de vertebrados carimáticos. Según algunos estudios las poblaciones mundiales de insectos están declinando severamente, tal vez hasta 80% en las últimas décadas del siglo XX y primeras del siglo XXI.
La conservación de una especie de insectos puede preservar otras especies indirectamente. En ecología esto recibe el nombre de efecto de especie paragua. Insectos llamativos, como mariposas o escarabajos coloridos sirven de especies banderas, que pueden ayudar a expandir el conocimiento del público y atraer contribuciones económicas que beneficien los esfuerzos de conservación. Las naciones ricas como los Estados Unidos tienen listas de especies en necesidad de ayuda y a veces las colocan en la lista de especies en peligro. En 2017 esta lista ha clasificado más de 80 especies de insectos como especies en peligro, la mayoría son escarabajos o mariposas. Un número grande de estas especies se encuentran en las islas de Hawái. Ciertas especies migratorias, como la mariposa monarca, también son consideradas en peligro y en necesidad de métodos de conservación. Una especie puede necesitar más de un solo local o hábitat, y en algunos casos, cruza fronteras nacionales.